# Jodis semipectinata
Jodis semipectinata là một loài bướm đêm trong họ Geometridae.